# Маслов, Фёдор Иванович (контр-адмирал)
Федор Иванович Маслов (25 августа 1918, Лютка, Ленинградская область, СССР — ?) — советский военачальник, контр-адмирал, командир краснознаменной подводной лодки 611 проекта, командир 14-й отдельной бригады подводных лодок в посёлке Гремиха. Участник Великой Отечественной войны.

## Биография
Федор Иванович Маслов родился в деревне Лютка Оредежского района Ленинградской области 25 августа 1918 года.
В рядах Красной Армии с 3 июля 1937 года.
В годы Великой Отечественной войны был трижды ранен.
Осенью 1941 года служил командиром рулевой группы подводной лодки П-2 «Звезда», откуда был откомандирован в 73 МС Бригаду и назначен командиром отдельной разведывательной роты, в обороне на реке Овирь и в районе Ладожского озера. Во время наступления в апреле 1942 года обеспечивал разведку на флангах. Во время разведки получил осколочное ранение в лобовую часть. Участвуя в наступлении в районе деревни Тортолово, при прорыве блокады Ленинграда был ранен в правое бедро.
22 декабря 1942 года награжден медалью «За оборону Ленинграда».
9 ноября 1945 года в звании контр-адмирала награжден медалью «За победу над Германией в Великой Отечественной войне 1941—1945 гг.»
4 ноября 1945 года за боевые заслуги в звании капитан-лейтенанта награжден Орденом Красного Знамени.
15 ноября 1950 года указом Президиума ВС СССР награжден медалью «За боевые заслуги».
23 августа 1953 года указом Президиума ВС СССР Награжден Орденом Красной Звезды.
Захоронен на Южном кладбище в Санкт-Петербурге.

## Награды
- Орден Красного Знамени (04.11.1945)
- Орден Красной Звезды (23.08.1953)
- Медаль «За боевые заслуги» (15.11.1950)
- Медаль «За оборону Ленинграда» (22.12.1942)
- Медаль «За победу над Германией в Великой Отечественной войне 1941—1945 гг.» (09.05.1945)